# Hans Schneeweiß
Hans Schneeweiß (* 13. März 1933; † 4. Dezember 2021), Alternativschreibweise Hans Schneeweiss, war ein deutscher Wirtschaftswissenschaftler.

## Leben
Nach der Promotion zum Dr. phil. nat. 1960 bei Wolfgang Franz und Reinhold Baer in Frankfurt am Main war er von 1973 bis 2001 Professor für Ökonometrie an der Ludwig-Maximilians-Universität München. Er war Gründungsmitglied des ökonometrischen Ausschusses des Vereins für Sozialpolitik, den er von 1979 bis 1983 leitete. Von 1980 bis 1988 und von 1996 bis 2000 war er gewählter Fachgutachter für Statistik der Deutschen Forschungsgemeinschaft. Er leitete von 1987 bis 1995 den Ausschuss für empirische Wirtschaftsforschung und angewandte Ökonometrie der Deutschen Statistischen Gesellschaft. Er gab in der Nachfolge von Günter Menges von 1983 bis 1996 die Statistischen Hefte (heute: Statistical Papers) heraus. Er publizierte von 1960 bis 2018.

## Schriften (Auswahl)
- Über das Verhalten der Torsion bei Abbildungen [Dissertation]. Johann Wolfgang Goethe-Universität zu Frankfurt am Main, 1960, DNB 481039481.
- Zur Theorie der Warteschlangen. In: Zeitschrift für handelswissenschaftliche Forschung. Band 12, 1960, ISSN 1619-6147, S. 471–501.
- Monte-Carlo-Simulation eines einfachen Warteschlangenmodells. In: Ablauf- und Planungsforschung. Band 2, 1961, ISSN 0001-3226, S. 17–20.
- Ein allgemeines Schema des stochastischen Programmierens. In: Statistische Hefte. Band 3, Nr. 1, 1962, S. 131–157, doi:10.1007/BF02927687.
- Einige Experimente mit Entscheidungsspielen. In: Statistische Hefte. Band 3, Nr. 1, 1962, S. 62–78, doi:10.1007/BF02927682.
- Buchbesprechung: 'Cahiers du Centre Mathématique et de Statistique appliquées aux sciences sociales de l'Institut de Sociologie Solvay, Heft 1, Brüssel, Mai 1959'. In: Metrika. Band 5, Nr. 1, 1962, S. 55–58, doi:10.1007/BF02616184.
- Nutzenaxiomatik und Theorie des Messens. In: Statistische Hefte. Band 4, 1963, S. 178–220, doi:10.1007/BF02923048.
- Eine Entscheidungsregel für den Fall partiell bekannter Wahrscheinlichkeiten. In: Unternehmensforschung. Band 8, 1964, S. 86–95, doi:10.1007/BF01920925.
- Konsequenzen des Bernoulli-Prinzips für die Präferenzstruktur von Normalverteilungen. In: Unternehmensforschung. Band 9, 1965, S. 238–249, doi:10.1007/BF01918476.
- Lagerhaltung bei beschränkter Information. In: Rudolf Henn (Hrsg.): Operations-Research-Verfahren. Band II. Anton Hain, Meisenheim am Glan 1965, DNB 457736208, S. 41–64.
- Das Grundmodell der Entscheidungstheorie. In: Statistische Hefte. Band 7, 1966, S. 125–137, doi:10.1007/BF02922952.
- mit Klaus Brock: Organisatorische Regelungen beim Transport der Lagergüter vom Stapelplatz zum Anstellplatz. In: Unternehmensforschung. Band 10, 1966, S. 197–212, doi:10.1007/BF01967461.
- Minimax-Lösung eines einfachen Lagermodells, wenn nur Mittelwert und Streuung der Nachfrageverteilung bekannt sind. In: Unternehmensforschung. Band 10, 1966, S. 101–117, doi:10.1007/BF01951379.
- Entscheidungskriterien bei Risiko. Springer, Berlin/Heidelberg/New York 1967, ISBN 978-3-642-86589-3, doi:10.1007/978-3-642-86589-3.
- Die angebliche Ausschaltung des Risikos durch das Gesetz der großen Zahlen. In: Unternehmensforschung. Band 12, 1968, S. 96–105, doi:10.1007/BF01918317.
- Note on two dominance principles in decision theory. In: Unternehmensforschung. Band 12, 1968, S. 213–216, doi:10.1007/BF01918331.
- mit Horst Witschel: A Linear Combination of Estimators in an Errors-in-Variables Model – A Monte Carlo Study. In: Herbert Büning, Peter Naeve (Hrsg.): Computational Statistics – Wolfgang Wetzel zur Vollendung des 60. Lebensjahres. De Gruyter, Berlin 1981, S. 263–280, doi:10.1515/9783110844405-018.
- Probability and Utility – Dual Concepts in Decision Theory. In: Günter Menges (Hrsg.): Information, Inference and Decision (= Theory and Decision Library. Band 1). D. Reidel, Dordrecht/Boston 1974, ISBN 978-90-277-0423-8, S. 113–144, doi:10.1007/978-94-010-2159-3.
- Hans Schneeweiß, Heinrich Strecker (Hrsg.): Contributions to econometrics and statistics today: in memoriam Günter Menges. Springer, Berlin/Heidelberg/New York/Tokyo 1985, ISBN 978-3-642-70189-4, doi:10.1007/978-3-642-70189-4.
- mit Hans-Joachim Mittag: Lineare Modelle mit fehlerbehafteten Daten. Physica-Verlag, Heidelberg / Wien 1986, ISBN 3-7908-0320-0, S. 131–157.
- mit Horst Witschel: Small Sample Properties of Estimators in a Linear Relationship with Trend — A Monte-Carlo Study. In: Otto Opitz, Burkhard Rauhut (Hrsg.): Ökonomie und Mathematik: Rudolf Henn zum 65. Geburtstag. Springer, Berlin 1987, S. 341–352, doi:10.1007/978-3-642-72672-9_33.
- Ökonometrie. 4. Auflage. Physica-Verlag, Heidelberg 1990, ISBN 978-3-7908-0486-7.
- Model with latent variables: LISREL and PLS. In: Statistica Neerlandica. Band 45, Nr. 2, 1991, S. 145–157, doi:10.1111/j.1467-9574.1991.tb01300.x.
- mit Alexander Kukush, Roland Wolf: Three Estimators for the poisson regression with measurement errors. In: Statistical Papers. Band 45, Nr. 3, 2004, S. 351–368, doi:10.1007/BF02777577.
- mit Alexander Kukush, Roland Wolf: Relative efficiency of three estimators in a polynomial regression with measurement errors. In: Journal of Statistical Planning an Inference. Band 127, Nr. 1–2, 2005, S. 179–203, doi:10.1016/j.jspi.2003.09.016.
- Abraham Wald (= Institut für Statistik – Sonderforschungsbereich 386. Band 439). Ludwig-Maximilians-Universität, München 2005 (uni-muenchen.de [PDF]).
- mit Sergiy Shklyar, Alexander Kukush: Quasi score is more efficient than corrected score in a polynomial measurement error model. In: Metrika. Band 65, 2007, S. 275–295, doi:10.1007/s00184-006-0076-5.
- mit H. Shalabh: On the estimation of the linear relation when the error variances are known. In: Computational Statistics & Data Analysis. Band 52, Nr. 2, 2007, S. 1143–1148, doi:10.1016/j.csda.2007.06.018.
- Quasi score and corrected score estimation in the polynomial measurement error Model. In: Shalabh, Christian Heumann (Hrsg.): Recent advances in linear models and related areas. Essays in Honour of Helge Toutenburg. Physica, Berlin/Heidelberg 2008, ISBN 978-3-7908-2063-8, S. 45–58, doi:10.1007/978-3-7908-2064-5.
- mit Matthias Schmid: Estimation of a linear model in transformed variables under microaggregation by individual ranking. In: AStA Advances in Statistical Analysis. Band 92, 2008, S. 359–374, doi:10.1007/s10182-008-0087-9.
- mit Matthias Schmid: The effect of microaggregation by individual ranking on the estimation of moments. In: Journal of Econometrics. Band 153, Nr. 2, 2009, S. 174–182, doi:10.1016/j.jeconom.2009.06.001.
- mit John Komlos: Probabilistic rounding and Sheppard’s correction. In: Statistical Methodology. Band 6, Nr. 6, 2009, S. 577–593, doi:10.1016/j.stamet.2009.06.005.
- mit Alexander Kukush, Andrii Malenko, Shalabh: Optimality of quasi-score in the multivariate mean–variance model with an application to the zero-inflated Poisson model with measurement errors. In: Statistics. A Journal of Theoretical and Applied Statistics. Band 44, Nr. 4, 2010, S. 381–396, doi:10.1080/02331880903189117.
- mit Gerd Ronning: Panel model with multiplicative random noise. In: Thomas Kneib, Gerhard Tutz (Hrsg.): Statistical Modelling and Regression Structures. Festschrift in Honour of Ludwig Fahrmeir. Physica, Berlin / Heidelberg 2010, ISBN 978-3-7908-2412-4, S. 399–417.
- mit Alexander Kukush: Comparing the efficiency of structural and functional methods in measurement error models. In: Theory of Probability and Mathematical Statistics. Band 80, 2010, S. 131–142, doi:10.1090/S0094-9000-2010-00800-3.
- mit J. Komlos, A. S. Ahmad: Symmetric and asymmmetric rounding: a review and some new results. In: AStA Advances in Statistical Analysis. Band 94, 2010, S. 247–271, doi:10.1007/s10182-010-0125-2.
- mit Gerd Ronning: Panel regression with multiplicative measurement errors. In: Economics Letters. Band 110, Nr. 2, 2011, S. 136–139, doi:10.1016/j.econlet.2010.11.002.
- mit Daniel Rost, Matthias Schmid: Probability and quantile estimation from individually micro-aggregated data. In: Metrika. Band 75, 2012, S. 721–742, doi:10.1007/s00184-011-0349-5.
- mit  Peter-Th. Wilrich: A simple method of constructing a confidence interval for the mean probability of detection in collaborative studies of binary measurement methods. In: Accreditation and Quality Assurance. Band 19, 2014, S. 221–223, doi:10.1007/s00769-014-1050-y.
- mit Gerd Ronning, Matthias Schmid: Panel model with multiplicative measurement errors. In: Jan Beran, Yuanhua Feng, Hartmut Hebbel (Hrsg.): Empirical Economic and Financial Research. Theory, Methods and Practice (= Advanced Studies in Theoretical and Applied Econometrics. Nr. 46). Springer, Cham 2015, S. 123–143, doi:10.1007/978-3-319-03122-4_8.
- mit Chi-Lung Cheng, Jia-Ren Tsai: Polynomial regression with heteroscedastic measurement errors in both axes: Estimation and hypothesis testing. In: Statistical Methods in Medical Research. Band 28, Nr. 9, 2018, S. 2681–2696, doi:10.1177/0962280218782715.